# ۴۹۳ (میلادی)
۴۹۳ (میلادی)(CDXCIII) چهارصد و نود و سومین سال تقویم میلادی و یک سال عادی  در گاه‌شماری ژولینی بود که از روز جمعه شروع شد. آن زمان این سال را به عنوان  سال کنسولی آلبینوس و اوسبیوس می‌شناختند. نامگذاری ۴۹۳ برای این سال مربوط به دوران اولیهٔ قرون وسطی است؛ زمانی که دورهٔ تقویمی پس از میلاد برای نامگذاری سال‌ها در اروپا شایع شد.

## رویدادها

### بر اساس مکان

#### امپراتوری بیزانس
جنگ آیزورین: رومیان شهر کلودیوپولی، شهر باستانی کاپادوکیه، را محاصره و اشغال می‌کنند. ایسوریایی‌ها عبور از کوه‌ها را متوقف می‌کنند، اما جان گوژپشت (جان گیبو) در یک چیرگی غافلگیرکننده بر شورشیان پیروز می‌شود.

#### بریتانیا
- مارس – جنگ برای جسد سنت پاتریک.

#### اروپا
- ۲۵ فوریه – اودوآکر بعد از سه سال محاصره نظامی شهر راونا را تسخیر کرده، و با درخواست صلح تئودوریک بزرگ موافقت می‌کند. او پیوسته فرمانروایی خود را تثبیت کرده، امنیت را برای ساکنین محلی به ارمغان می‌آورد. بزرگ‌ترین دستاورد او مدیریت دگرگونی ایتالیا از پایتخت امپراتوری روم، به یک پادشاهی مستقل و موفق استرواوتیگ است.[۱]
- ۱۵ مارس – اودوآکر ضیافتی را برای جشن گرفتن پیمان صلح ترتیب می‌دهد. در طول جشن و سرور، تئودوریک بزرگ اودوآکر را به قطل می‌رساند؛  به‌طوری که بدن او در مقابل چشم میهمانانش ماهرانه دو نیم می‌شود، و همچنین کشتار سربازان و حامیانش را در پی دارد.
- تئودوریک بزرگ با فرانک‌ها متحد می‌شود، و با خواهرِ کلوویس یکم ازداواج می‌کند. او همچنین زنان خویشاوندش را به ازدواج شاهزادگان و پادشاهان بورگوندی‌ها، وندال‌ها و ویزیگوت‌ها در می‌آورد، و یک اتحاد سیاسی با پادشاهان آلمانی‌ها در غرب ایجاد می‌کند.
- کلوویس اول با یک پرنسسِ بورگوندی هجده‌ساله، به نام کلوتیلد، ازدواج می‌کند. ازدواج با او ایمان کلیسای کاتولیک را در پی دارد. پدر کلوتید، شیلپریک دوم، در همان سال توسط برادرش،گندوباد، کشته شده است.

### بر اساس عنوان

#### مذهب
- پرستشگاه دیر زعفران به دست خورشیدپرستان ایجاد می‌شود؛ با تبدیل یک دژ سابق رومی (معبد سابق) که در طور عبدین و مرز ترکیه/سوریه بوده است.

## درگذشتگان
- ۱۵ مارس – اودوآکر؛ اولین پادشاه بربر ایتالیا
- ۱۷ مارس – سنت پاتریک؛ کشیش ایرلندی
- شیلپریک دوم از بورگونی؛ از پادشاهان بورگاندی